# Шехзаде Касим (син Ахмеда I)
Шехзаде Касим (тур. Şehzade Kasım; 1613 — 17. фебруар 1638) је био син султана Ахмеда I и султаније Косем.

## Биографија
Рођен је 1613. године. Након ране очеве смрти 1617. године, он је, заједно са мајком и браћом, прогнан у Стари двор.
Након Мурадовог приступања 1623. године, Касим је прешао са браћом и сестрама да живи у Топкапи-палати. 
Када су у јулу 1635. године погубљена Касимова полубраћа шехзаде Бајазит и Орхан, Касим је постао незванични наследник трона. Он и шехзаде Сулејман су били присни са њиховим млађим братом шехзаде Ибрахимом, који је имао психичке последице након трауматичних догађаја 1635. године.
Према причи, Шехзаде Касим и Сулејман су 17. фебруара 1617. године изашли пред султана и пожели успех у његовој експедицији за поновно освајање Багдада. Мурату је прорадила таштина, где је наредио да се навече погубе његова браћа.
Сахрањени су у Аја Софији.